# Artur Avila
Artur Avila Cordeiro de Melo (* 29. června 1979, Rio de Janeiro) je brazilský matematik. V roce 2014 obdržel prestižní Fieldsovu medaili, jakožto první Brazilec a první matematik z Latinské Ameriky. Věnuje se především dynamickým systémům a spektrální teorii. Avila působí v Instituto National de Matemática Pura e Aplicada v Rio de Janeiru a v Centre national de la recherche scientifique v Paříži. Matematiku vystudoval na Federální univerzitě v Rio de Janeiro. Na postgraduálním studiu ve Francii ho vedl Jean-Christophe Yoccoz, rovněž držitel Fieldsovy medaile.